# Música folclórica de Estados Unidos
La música folclórica de Estados Unidos constituye un corpus heterogéneo de expresiones musicales arraigadas en las tradiciones orales de diversas comunidades estatales y regionales. Su desarrollo histórico integra influencias de rítmica en cruz, estructuras de llamada-respuesta, modos rítmicos y escalas pentatónicas. Estructuralmente, predomina el uso de formas estróficas simples, con melodías modales o diatónicas interpretadas en escalas mayores y menores, a menudo acompañadas de armonías básicas en acordes triádicos y ritmos como el compás de 4/4 o 2/4, quizá los más comunes.
Las letras, transmitidas generacionalmente, abordan temas narrativos o líricos relacionados con la vida rural, el trabajo, la religión y la protesta social, funcionando como vehículo de memoria colectiva.

## Historia
Las formas de la música de las raíces alcanzaron sus formas más expresivas y variadas en las primeras dos o tres décadas del siglo XX. La gran depresión y el Dust Bowl fueron muy importantes para la diseminación de estos estilos musicales por el resto del país, como los maestros del Delta blues, los cantantes ambulantes del honky tonk y los músicos latinos y cajunes diseminados por ciudades como Chicago, Los Ángeles y Nueva York. El crecimiento de la industria discográfica en el mismo período aproximado fue también importante; los posibles y crecientes beneficios de la música presionaron a los artistas, compositores y ejecutivos de las discográficas a repetir los hits de las canciones anteriores. Esto significó que modas pasajeras como la guitarra slack-key de Hawái nunca muriera completamente, como los ritmos, los instrumentos o los estilos vocales fueran incorporados en géneros dispares. En los años 1950, todas las formas de la música de las raíces habían conducido a formas orientadas al pop. Músicos folclóricos como The Kingston Trio, el pop-tejano y las fusiones cubano-americanas como el boogaloo, el cha-cha-cha y el mambo, derivados del blues como el rock and roll y el rockabilly, el pop-góspel, el doo wop y el R&B (posteriormente secularizada en la música soul) y el Nashville sound en la música country, todas modernizaron y expandieron el coro musical del país.

## Músicos

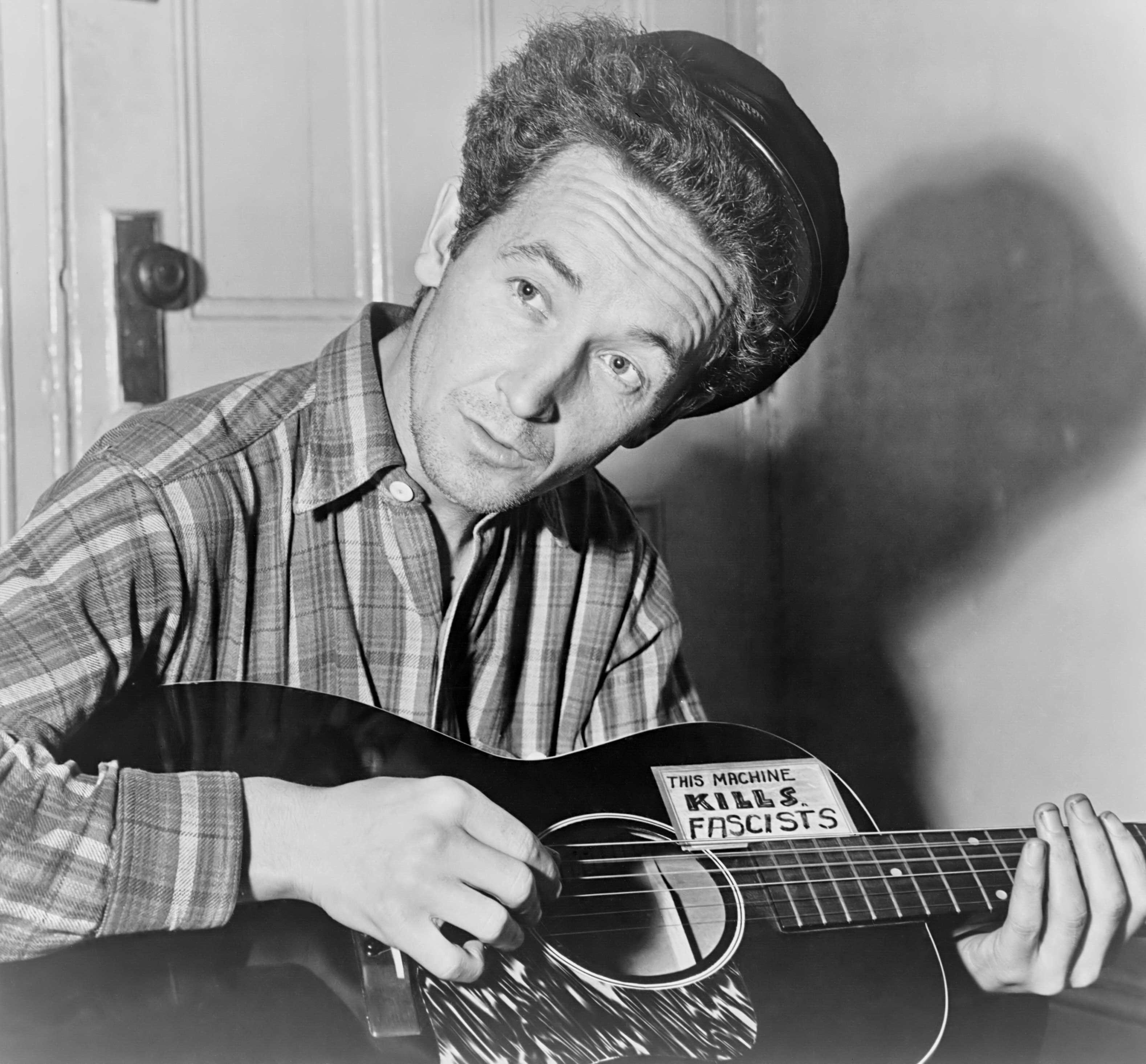
Woody Guthrie.

Entre los más notables músicos vernaculares están Woody Guthrie, Pete Seeger, Son House, Blind Lemon Jefferson, Leadbelly, Mahalia Jackson, Washington Phillips, Fiddlin' John Carson (1868 - 1949) y Jean Ritchie (nacidos en 1922). Músicos más recientes que ocasional o consistentemente tocan música de las raíces son Keb' Mo', Béla Fleck, Iron & Wine y Ricky Skaggs. Adicionalmente, la banda sonora de la película de comedia O Brother, Where Art Thou? está compuesta exclusivamente por roots music, interpretada por Alison Krauss, The Fairfield Four, Emmylou Harris, Norman Blake y otros. La película de 2003 A Mighty Wind es un homenaje (y parodia) a los músicos de folk-pop de inicios de los años 1960.
La American roots music fue el sujeto de una serie de documentales por el PBS en 2001.

## Nuevo Folk: el folk en las nuevas bandas delsigloXXI
Desde los inicios de los años 2000 hasta la actualidad ha habido un resurgimiento del folk entre nuevas bandas independientes, la mayoría provenientes del indie rock o de la escena experimental en general. 
Muchas de estas bandas han encontrado nuevos lenguajes musicales mezclando los géneros relativos al folk del siglo XX con sonidos contemporáneos como la electrónica experimental, indie rock, noise rock, rock psicodélico o música folclórica de otros países. 
Todo ello dio como resultado un amplio espectro de artistas que producían música emparentada con la de sus contemporáneos pero con diferencias, por lo cual fueron acuñados distintos términos para definir cada tendencia, como New Weird America, indie folk, psych folk o freak folk (naturalismo).
Se pueden considerar todas ellas dentro del gran grupo del new folk, como los subgéneros dentro de un género primario, aunque en este caso considerar el new folk un género en vez de un gran colectivo puede resultar controvertido para algunos puristas.
Son características del género la utilización de nuevas tecnologías, casi siempre mezcladas con instrumentos propios del folk, así como el uso de letras semi-abstractas y maneras poco comunes de escribir canciones.

### Artistas
Los artistas más conocidos son Vashti Bunyan, Devendra Banhart, Animal Collective, Iron & Wine, Joanna Newsom, CocoRosie, Six Organs of Admittance, Grizzly Bear, The Angels of Light, Vetiver, Espers, Wooden Wand and the Vanishing Voice.